# Joseph Decaëns
Joseph Decaëns (né le 29 août 1926 à Caudebec-en-Caux (Rives-en-Seine) et mort le 16 octobre 2016 à Caen) est un archéologue français.

## Biographie
Après sa scolarité à l'institution Join-Lambert et au lycée Corneille de Rouen, Joseph Decaëns enseigne de 1947 à 1957 au collège agricole de Nointot. En 1957, il suit les cours de Michel de Boüard à l'Université de Caen. De 1957 à 1962, il prépare le Capes dans un Institut de préparation aux enseignements de second degré et enseigne au lycée d'Argentan de 1960 à 1962. En 1985, il devient maître de conférences en histoire et archéologie médiévales. De 1989 à 1992, il est directeur du Centre de recherches archéologiques médiévales. Il dirige la revue Archéologie médiévale.
Il fut également maire de Louvigny (Calvados) de 1973 à 1989.

## Récompenses et distinctions
- Chevalier de la Légion d'honneur
- Chevalier de l'ordre des Palmes académiques
- Fellow of Society of Antiquaries of London (FSA)